# オリックス・ホールセール証券
オリックス・ホールセール証券株式会社（オリックス・ホールセールしょうけん、ORIX Wholesale Securities Corporation）は、かつて存在したオリックス株式会社の完全子会社の証券会社。東京都港区浜松町に本社を置いていた。2017年3月10日付で廃業した。

## 概要
企業・法人を対象としたホールセール専門の証券会社であり、個人を対象としたリテール業務は行っていない。
以下の業務を行っている。
- 有価証券の売買
- 有価証券売買の媒介、取次ぎ及び代理
- 有価証券の私募の取扱い
- その他上記に関連する業務

## 沿革
- 2010年2月2日 東京都中央区日本橋人形町にて会社設立
- 2010年4月 金融商品取引業者登録
- 2010年5月1日 営業開始及び東京都港区浜松町に本社を移転
- 2017年3月10日 廃業